# Sarwodadi (Comal)
Sarwodadi is een bestuurslaag in het regentschap Pemalang van de provincie Midden-Java, Indonesië. Sarwodadi telt 4982 inwoners (volkstelling 2010).